# The Giving Pledge
The Giving Pledge is een campagne die is gestart door Bill Gates en Warren Buffet met als doel extreem rijke mensen te motiveren om te beloven dat ze een groot deel van hun vermogen  aan goede doelen zullen schenken. Sinds januari 2020 hebben 231 vermogenden, veelal miljardairs, de belofte ondertekend. In 2016 bedroeg het totale vermogen van de ondertekenaars 600 miljard dollar.

## Beschrijving
Het doel is dat iedereen die zich aansluit bij de campagne ten minste de helft van hun vermogen weggeeft,  tijdens hun leven of na hun dood. Echter blijft 'the Pledge' een belofte en geen wettelijk contract. Op de website van The Giving Pledge legt elk individu in een brief uit waarom ze ervoor hebben gekozen om te geven.

## Geschiedenis
De campagne werd  in 2010 officieel aangekondigd door Bill Gates en Warren Buffet, die naar eigen zeggen geïnspireerd werden door het essay "The gospels of wealth" van Andrew Carnegie waarin hij Amerikaanse miljairdairs aanmoedigde om geld te geven aan goede doelen.  In augustus 2010 bedroeg het totale vermogen van de eerste 40 ondertekenaars 125 miljard dollar. Tegen april 2011 groeide dit uit tot 69 miljardairs.   In mei 2017 stonden er 158 personen en/of koppels op de lijst. Niet alle ondertekenaars zijn miljardairs.

## Lijst van ondertekenaars
| Name                       | Net worth in billion US$ | Source of wealth                      | Industry                      | Year of Pledge |
| -------------------------- | ------------------------ | ------------------------------------- | ----------------------------- | -------------- |
| Elon Musk                  | 239.6                    | Tesla, SpaceX                         | Cleantech, Rocketry           | 2012           |
| Warren Buffett             | 87.5                     | Berkshire Hathaway                    | Finance & Investments         | 2010           |
| Mark Zuckerberg            | 105                      | Meta Platforms                        | Tech                          | 2010           |
| Charles Zegar              | 2.6                      | Bloomberg L.P                         | Tech                          | 2010           |
| Shelby White               | 0.6                      | Leon Levy, Odyssey Partners           | Finance & Investments         | 2010           |
| Sanford and Joan Weill     | 1                        | Shearson Loeb Rhoades                 | Finance & Investments         | 2010           |
| Ted Turner                 | 2.2                      | Cable News Network                    | Media                         | 2010           |
| Jim and Virginia Stowers   | 2                        | Twentieth Century Mutual Funds        | Finance & Investments         | 2010           |
| Tom Steyer                 | 1.6                      | Farallon Capital                      | Finance & Investments         | 2010           |
| Patrick Soon-Shiong        | 11.5                     | Abraxane, investments                 | Healthcare                    | 2010           |
| Jeffrey Skoll              | 6.1                      | eBay                                  | Tech                          | 2010           |
| Jim Simons                 | 25.2                     | Renaissance Technologies              | Finance & Investments         | 2010           |
| Thomas Secunda             | 3.6                      | Bloomberg L.P                         | Tech                          | 2010           |
| Walter Scott Jr            | 4.2                      | Berkshire Hathaway                    | Finance & Investments         | 2010           |
| Vicki Sant                 | 1.7                      | AES Corporation, inheritance          | Energy                        | 2010           |
| Denny Sanford              | 2.2                      | First PREMIER Bank                    | Finance & Investments         | 2010           |
| Herbert and Marion Sandler | 2.4                      | Golden West Financial Corporation     | Finance & Investments         | 2010           |
| David M. Rubenstein        | 4.3                      | The Carlyle Group                     | Finance & Investments         | 2010           |
| David Rockefeller          | 3.3                      | Standard Oil, inheritance             | Energy                        | 2010           |
| Julian H. Robertson Jr     | 4.1                      | Tiger Management                      | Finance & Investments         | 2010           |
| T. Boone Pickens           | 0.5                      | Mesa Petroleum, BP Capital Management | Energy, Finance & Investments | 2010           |
| Peter G. Peterson          | 2.8                      | Blackstone Group                      | Finance & Investments         | 2010           |
| Ronald O. Perelman         | 4.3                      | MacAndrews &amp; Forbes               | Finance & Investments         | 2010           |
| Bernard and Barbro Osher   | 1.1                      | Golden West Financial Corporation     | Finance & Investments         | 2010           |
| Pierre and Pam Omidyar     | 21.8                     | eBay                                  | Tech                          | 2010           |
| Dustin Moskovitz           | 24.04                    | Facebook                              | Tech                          | 2010           |
| John Morgridge             | 1                        | Cisco Systems                         | Tech                          | 2010           |
| Thomas S. Monaghan         | 1                        | Domino's Pizza                        | Food & Beverage               | 2010           |
| George P. Mitchell         | 1.6                      | Mitchell Energy & Development Corp    | Energy                        | 2010           |
| Duncan MacMillan           | 1.1                      | Bloomberg L.P                         | Tech                          | 2010           |
| George Lucas               | 8.59                     | Lucasfilm                             | Media                         | 2010           |
| Lorry I. Lokey             | 1                        | Business Wire                         | Media                         | 2010           |
| Gerry Lenfest              | 2.4                      | Lenfest Communications                | Media                         | 2010           |
| Ken Langone                | 3.3                      | The Home Depot                        | Retail                        | 2010           |
| Sidney Kimmel              | 1.4                      | Jones Apparel Group                   | Fashion & Cosmetics           | 2010           |
| George B. Kaiser           | 7.6                      | Kaiser-Francis Oil Company            | Energy                        | 2010           |
| Irwin Jacobs               | 1.2                      | Qualcomm                              | Tech                          | 2010           |
| Carl Icahn                 | 22                       | Icahn Enterprises                     | Finance & Investments         | 2010           |
| Jon Huntsman Sr            | 1.5                      | Huntsman Corporation                  | Manufacturing                 | 2010           |
| Barron Hilton              | 4.5                      | Hilton Hotels                         | Services                      | 2010           |
| Lyda Hill                  | 1                        | Hunt Oil Company, inheritance         | Energy                        | 2010           |
| David Green                | 4.5                      | Hobby Lobby                           | Retail                        | 2010           |
| Bill Gates                 | 138                      | Microsoft                             | Tech                          | 2010           |
| Melinda Gates              | 11.4                     | Microsoft                             | Tech                          | 2010           |
| Ted Forstmann              | 1.6                      | Forstmann Little &amp; Company        | Finance & Investments         | 2010           |
| Larry Ellison              | 66.8                     | Oracle                                | Tech                          | 2010           |
| John Doerr                 | 12.7                     | Kleiner Perkins                       | Finance & Investments         | 2010           |
| Azim Premji                | 32.8                     | Wipro                                 | Tech                          | 2013           |